# Ginikallu, Hosanagara
Ginikallu là một làng thuộc tehsil Hosanagara, huyện Shimoga, bang Karnataka, Ấn Độ.